# Dravita
La dravita es un mineral de la clase de los ciclosilicatos, y dentro de esta pertenece al llamado grupo de la turmalina. Fue descubierta en 1883 en Eslovenia, siendo el nombre por encontrarse abundante cerca del río Drava (Austria y Eslovenia). Sinónimos poco usados son: coronita, gouverneurita o turmalina-magnésica.

## Características químicas
Es un ciclosilicato hidroxilado de sodio, magnesio, aluminio, con borosilicato, siendo el equivalente hidroxilado de la fluor-dravita, otro mineral también del grupo de las turmalinas.
Forma dos series de solución sólida, una de ellas con la elbaíta (Na(Al1.5Li1.5)Al6(BO3)3Si6O18(OH)4), en la que la sustitución gradual del magnesio por litio va dando los distintos minerales de la serie. Una segunda serie es la que forma con la afrisita (Na(Fe2+)3Al6(BO3)3Si6O18(OH)4), en la que se va sustituyendo el magnesio por hierro. También se han descrito series con la uvita y con la buergerita.
Además de los elementos de su fórmula, suele llevar como impurezas: hierro, manganeso, titanio, calcio, cromo, vanadio, potasio y flúor.

## Formación y yacimientos
Es un mineral que puede aparecer por metamorfismo de calizas magnésicas o dolomías, o bien en rocas ígneas máficas; en raras ocasiones se ha encontrado en pegmatitas o en el interior autigénico de rocas sedimentarias.
Suele encontrarse asociado a otros minerales como: cuarzo, calcita, dolomita, epidota, microclina, albita, moscovita, fluorita o titanita.

## Usos
Por sus propiedades piezoeléctricas se emplea para la fabricación de calibradores de presión.